# Pendleton County (West Virginia)
Pendleton County ist ein County im Bundesstaat West Virginia der Vereinigten Staaten. Der Verwaltungssitz (County Seat) ist Franklin. Das U.S. Census Bureau hat bei der Volkszählung 2020 eine Einwohnerzahl von 6.143 ermittelt.

## Geographie
Das County liegt im Nordosten von West Virginia, grenzt an Virginia und hat eine Fläche von 1808 Quadratkilometern, wovon ein Quadratkilometer Wasserfläche ist. Es grenzt im Uhrzeigersinn an folgende Countys: Grant County, Hardy County, Rockingham County (Virginia), Augusta County (Virginia), Highland County (Virginia), Pocahontas County und Randolph County.

## Geschichte
Pendleton County entstand am 4. Dezember 1787 aus den Countys Augusta und Rockingham in Virginia sowie dem Hardy County. Benannt wurde es nach Edmund Pendleton, einem Politiker und Richter in Virginia sowie Teilnehmer am Amerikanischen Unabhängigkeitskrieg.

## Demografische Daten

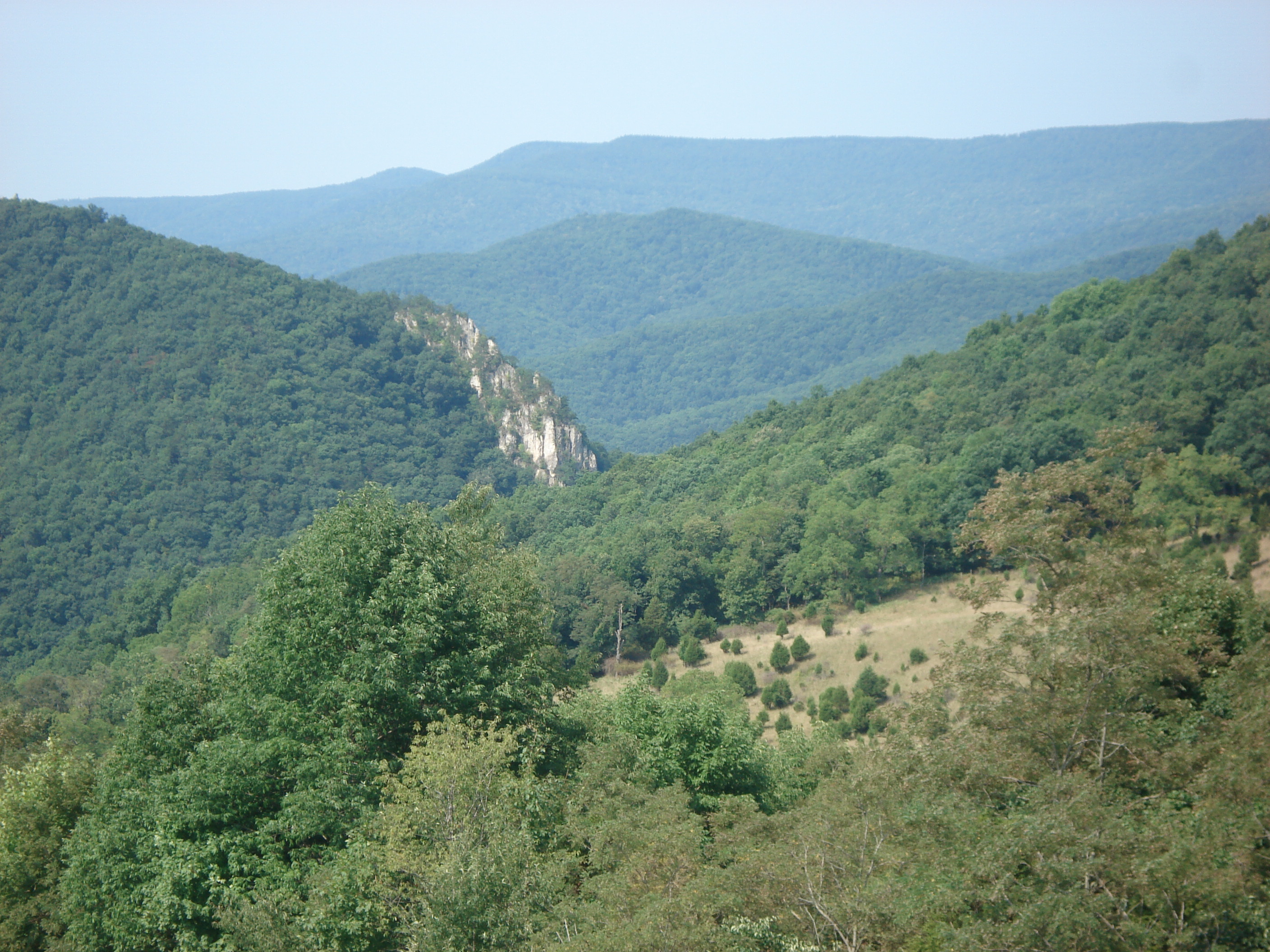
Judy Rocks im Germany Valley

Alterspyramide des Pendleton County

Nach der Volkszählung im Jahr 2000 lebten im Pendleton County 8.196 Menschen in 3.350 Haushalten und 2.355 Familien. Die Bevölkerungsdichte betrug 5 Einwohner pro Quadratkilometer. Ethnisch betrachtet setzte sich die Bevölkerung zusammen aus 96,34 Prozent Weißen, 2,12 Prozent Afroamerikanern, 0,27 Prozent amerikanischen Ureinwohnern, 0,18 Prozent Asiaten, 0,04 Prozent Bewohnern aus dem pazifischen Inselraum und 0,28 Prozent aus anderen ethnischen Gruppen; 0,77 Prozent stammten von zwei oder mehr Ethnien ab. 0,89 Prozent der Bevölkerung waren spanischer oder lateinamerikanischer Abstammung.
Von den 3.350 Haushalten hatten 28,0 Prozent Kinder und Jugendliche unter 18 Jahre, die bei ihnen lebten. 57,4 Prozent waren verheiratete, zusammenlebende Paare, 8,1 Prozent waren allein erziehende Mütter, 29,7 Prozent waren keine Familien, 25,8 Prozent waren Singlehaushalte und in 12,2 Prozent lebten Menschen im Alter von 65 Jahren oder darüber. Die Durchschnittshaushaltsgröße betrug 2,40 und die durchschnittliche Familiengröße lag bei 2,87 Personen.
Auf das gesamte County bezogen setzte sich die Bevölkerung zusammen aus 21,8 Prozent Einwohnern unter 18 Jahren, 7,3 Prozent zwischen 18 und 24 Jahren, 27,0 Prozent zwischen 25 und 44 Jahren, 26,1 Prozent zwischen 45 und 64 Jahren und 17,8 Prozent waren 65 Jahre alt oder darüber. Das Durchschnittsalter betrug 41 Jahre. Auf 100 weibliche Personen kamen 101,3 männliche Personen. Auf 100 Frauen im Alter von 18 Jahren oder darüber kamen statistisch 101,5 Männer.
Das jährliche Durchschnittseinkommen eines Haushalts betrug 30.429 USD, das Durchschnittseinkommen der Familien betrug 34.860 USD. Männer hatten ein Durchschnittseinkommen von 25.342 USD, Frauen 16.753 USD. Das Prokopfeinkommen betrug 15.805 USD. 8,0 Prozent der Familien und 11,4 Prozent der Bevölkerung lebten unterhalb der Armutsgrenze. Davon waren 13,6 Prozent Kinder oder Jugendliche unter 18 Jahre und 12,5 Prozent waren Menschen über 65 Jahre.